# Pyrnus obscurus
Pyrnus obscurus är en spindelart som först beskrevs av Lucien Berland 1924.  Pyrnus obscurus ingår i släktet Pyrnus och familjen Trochanteriidae.
Artens utbredningsområde är Nya Kaledonien. Inga underarter finns listade i Catalogue of Life.